# Scutisorex somereni
Espèce
Statut de conservation UICN

 LC  : Préoccupation mineure
Scutisorex somereni est une espèce de musaraigne native d'Afrique. Elle est longtemps placée seule dans le genre Scutisorex jusqu'à la description, en 2013, de Scutisorex thori.